# Obština Kotel
Obština Kotel (bulharsky Община Котел) je bulharská jednotka územní samosprávy ve Slivenské oblasti. Leží ve východním Bulharsku na jižních svazích Staré planiny. Sídlem obštiny je město Kotel, kromě něj zahrnuje obština 21 vesnic. Žije zde přes 18 tisíc stálých obyvatel.

## Sídla
| - Kotel (sídlo správy) - Borinci - Bratan - Dăbova - Filaretovo - Gradec - Jablanovo - Katunište | - Kipilovo - Malko Selo - Medven - Mokren - Nejkovo - Orlovo - Ostra Mogila - Pădarevo | - Sedlarevo - Sokolarci - Strelci - Tiča - Topuzevo - Žeravna |

## Sousední obštiny
| Růžice kompasu | Antonovo      | Omurtag | Vărbica    | Růžice kompasu |
| Růžice kompasu |               | Sever   | Sungurlare | Růžice kompasu |
| Růžice kompasu | Obština Kotel |         | Sungurlare | Růžice kompasu |
| Růžice kompasu | Jih           |         | Sungurlare | Růžice kompasu |
| Růžice kompasu | Sliven        |         | Straldža   | Růžice kompasu |

## Obyvatelstvo
V obštině žije 18 386 stálých obyvatel a včetně přechodně hlášených obyvatel 25 568. Podle sčítáni 1. února 2011 bylo národnostní složení následující:
- Bulhaři: 7 024 (39.1 %)
- Turci: 5 793 (32.3 %)
- Romové: 4 790 (26.7 %)
- ostatní: 347 (1.9 %)